# هيلدا لويس
هيلدا وينيفريد لويس (بالإنجليزية: Hilda Lewis)‏ (1896 - 1974) مُؤلفة بريطانية تكتب في التأريخ وقصص الأطفالِ.
وظيفة لويس الأصلية معلّمة، لكن بَدأَت بالكِتابَة عندما انتقلتْ إلى نوتينغهام في العشرينات من القرن العشرين.
أغلب أعمالِها كَانتْ رواياتَ تأريخيةَ، على سبيل المثال، أَنا ماري تودور سنة 1972. روايتها التأريخية الصقر اللطيف، كُيّفَت للتلفزيونِ.
كَتبتْ أيضاً كتبا معروفة للأطفال، مثل السفينة التي طارت سنة 1939 التي تَتعلّقُ بعِلْمِ الأساطير النرويجيِ والسفر عبر الزمن. هذا بالإضافة إلى رواية اليوم لنا سنة 1946، تتحدث حول بنت صمّاء شابة كَانت قاعدة الفيلم وتدعى ماندي. استلهمت هذه الرواية من عمل زوجها الأستاذ 'إم. مايكل لويس الذي كَان اختصاصيا في تعليمِ الصمِّ في جامعة نوتينغهام.

## أعمال مختارة
- السفينة التي طارت (1939)
- اليوم لنا (1946)
- شكّل قاعدةَ النص السينمائي لفيلمِ ماندي (1952)
- الصقر اللطيف (1952)
- الساحرة والكاهن (1956)
- أنا، جاكلين (1957)
- هاري هنا (1960)
- هارولد كَانَ ملكي (1968)
- أنا ماري تودور (1972)
- وردة من إنجلترا (1977) نٌشرتْ بعد وفاتها
- قلب روز (1978) نشرَت بعد وفاتها

أغلب أعمالِ لويس غير مطبوعة؛ على أية حال، قسم منها متوفر أمّا في الطبعة أَو ككُتُب إلكترونية.
السفينة التي طارتْ نُشِرت ثانية في سلسلة أطفال أكسفورد كلاسيكيون الحديثة في 1998.
ثلاثة مِنْ رواياتها الموجهة للبالغين، وهي:
- هارولد كان ملكي
- هاري والصقر اللطيف (متوفرة كإلكترونية تفاعلية في آي تونز، أمازون)

كما أن عدد مِنْ الأعمال متوفرة بمطبعة التأريخ.
في 2013، قامت كتب فالانكورت (بالإنجليزية: Valancourt Books)‏ بإعادة إصدار الساحرة والكاهن بمقدمة أليسون وير. كما قامت مكتبة بروملي هاوس (بالإنجليزية: Bromley House)‏ بإعادة طبع بيني لايس (بالإنجليزية: Penny Lace)‏ في 2011.